# Міто Сунсуке
Міто Сунсуке (яп. 三戸 舜介, нар. 28 вересня 2002, Убе) — японський футболіст, півзахисник нідерландського клубу «Спарта».
Виступав за олімпійську збірну Японії.

## Клубна кар'єра
Народився 28 вересня 2002 року в місті Убе. Вихованець юнацьких команд «Хара» і «Фукусіма JFA».
У дорослому футболі дебютував 2020 року виступами за команду «Альбірекс Ніїгата», в якій провів три сезони, взявши участь у 80 матчах чемпіонату.  Більшість часу, проведеного у складі «Альбірекс Ніїгата», був основним гравцем команди.
До складу нідерландської «Спарти» (Роттердам) приєднався на початку 2024 року.

## Виступи за збірні
2019 року дебютував у складі юнацької збірної Японії (U-17), загалом на юнацькому рівні взяв участь у 3 іграх.
З 2022 року залучається до складу молодіжної збірної Японії. На молодіжному рівні зіграв у 16 офіційних матчах, забив 2 голи.
2024 року включений до лав олімпійської збірної Японії. У її складі — учасник футбольного турніру на Олімпійських іграх 2024 року в Парижі. У першій грі змагання відзначився «дублем» у ворота команди Парагваю, допомігши японцям здобути перемоги із загальним рахунком 5:0.

## Статистика виступів

### Статистика клубних виступів
Станом на 25 липня 2024
| Сезон                         | Команда                       | Чемпіонат                     | Чемпіонат | Чемпіонат | Національний кубок | Національний кубок | Національний кубок | Континентальні кубки | Континентальні кубки | Континентальні кубки | Інші змагання | Інші змагання | Інші змагання | Усього | Усього | Усього |
| Сезон                         | Команда                       | Ліга                          | Ігор      | Голів     | Ліга               | Ігор               | Голів              | Ліга                 | Ігор                 | Голів                | Ліга          | Ігор          | Голів         | Ігор   | Голів  |        |
| ----------------------------- | ----------------------------- | ----------------------------- | --------- | --------- | ------------------ | ------------------ | ------------------ | -------------------- | -------------------- | -------------------- | ------------- | ------------- | ------------- | ------ | ------ | ------ |
| 2021                          | «Альбірекс Ніїгата»           | J2                            | 25        | 2         | КІ                 | 2                  | 1                  | -                    | -                    | -                    | -             | -             | -             | 27     | 3      |        |
| 2022                          | «Альбірекс Ніїгата»           | J2                            | 24        | 6         | КІ                 | 0                  | 0                  | -                    | -                    | -                    | -             | -             | -             | 24     | 6      |        |
| 2023                          | «Альбірекс Ніїгата»           | J1                            | 31        | 4         | КІ+КДжЛ            | 3+1                | 0                  | -                    | -                    | -                    | -             | -             | -             | 35     | 4      |        |
| Усього за «Альбірекс Ніїгата» | Усього за «Альбірекс Ніїгата» | Усього за «Альбірекс Ніїгата» | 80        | 12        |                    | 6                  | 1                  |                      | -                    | -                    |               | -             | -             | 86     | 13     |        |
| січ.-черв. 2024               | «Спарта»                      | ЕД                            | 18        | 2         | -                  | -                  | -                  | -                    | -                    | -                    | -             | -             | -             | 18     | 2      |        |
| Усього за кар'єру             | Усього за кар'єру             | Усього за кар'єру             | 98        | 14        |                    | 6                  | 1                  |                      | -                    | -                    |               | -             | -             | 104    | 15     |        |